# 킴 엥겔브렉트
킴 엥겔브렉트(Kim Engelbrecht, 1980년 6월 20일 ~ )는 남아프리카 공화국의 배우이다. 케이프타운 출신이다.

## 출연 작품
- 아이 인 더 스카이 (2015)
- 버니 초우 (2006)
- 플라이어 (2005)
- 트위스트라 불리는 소년 (2004)